# Tiémoko Konaté
Pour les articles homonymes, voir Konaté.
Tiémoko Konaté, né le 3 mars 1990 à Abidjan en Côte d'Ivoire, est un footballeur international ivoirien qui évolue au poste de milieu ou d'attaquant dans le club danois du Vendsyssel FF.

## Carrière
Tiémoko Konaté débute à l'École de Football Yéo Martial et réalise ses premières apparitions en première division en 2009. Son équipe se classe deuxième de Ligue 2 ivoirienne en 2011; il est d'ailleurs élu lors de cette saison meilleur joueur du championnat.
Il rejoint au début de l'année 2012 l'Africa Sports, où il connaît en février une défaite en finale de la Super Coupe Félix Houphouët-Boigny face à l'ASEC Mimosas. Avec cette équipe, il participe à la Ligue des champions africaine en 2012.
Il reçoit sa première sélection en équipe de Côte d'Ivoire le 29 février 2012, lors d'un match amical contre la Guinée.
Il est prêté pour un an au Sparta Prague en septembre 2012, évoluant principalement avec les jeunes, avant d'y être définitivement transféré pour la saison 2013-2014.

## Palmarès
Avec l'AC Sparta Prague, il est sacré champion de République tchèque en 2014.
Avec l'Africa Sports, il est finaliste de la Super Coupe Félix Houphouët-Boigny en 2012